# Friedrich Pfister
Friedrich Pfister (* 6. Januar 1883 in Kaiserslautern; † 27. Dezember 1967 in Würzburg) war ein deutscher Philologe und Hochschullehrer.

## Leben
Nach dem Abitur 1901 in Baden-Baden studierte Pfister Philologie, Germanistik, Archäologie und Philosophie an den Universitäten in Heidelberg, Berlin und München. Während des Studiums wurde er Mitglied der Philologisch-Historischen Verbindung Cimbria Heidelberg im Naumburger Kartellverband. 1906 wurde er in Heidelberg mit seiner Arbeit Die mythische Königsliste von Megara und ihr Verhältnis zum Kult und zur topographischen Bezeichnung (angeregt von Albrecht Dieterich) promoviert. Anschließend reiste er nach Griechenland und Kleinasien, wo er einige Wochen an den von Wilhelm Dörpfeld geleiteten Ausgrabungen der Stadt Leukas teilnahm. Von 1906 bis 1912 war Pfister am Archäologischen Institut der Universität Heidelberg (bis 1908) (als Assistent Friedrich von Duhns) und am Deutschen Archäologischen Institut in Rom tätig.
1912 habilitierte sich Pfister in Heidelberg auf dem Gebiet der klassischen Philologie. Bevor er 1915 als Soldat zum Ersten Weltkrieg eingezogen wurde, war er in Heidelberg (1912–1914) und Marburg an der Lahn (1914/1915) Privatdozent. Nach dem Krieg bekam er eine außerordentliche Professur für klassische Philologie an der Eberhard Karls Universität Tübingen. Am 1. April 1924 wurde er auf eine ordentliche Professur für Klassische Philologie an der Universität Würzburg berufen. 1930/31 war er dort Dekan.
In der Zeit des Nationalsozialismus war er 1936 bis 1938 mit Otto Weinreich Herausgeber des Archivs für Religionswissenschaft. Sein erster Beitrag in dieser Funktion war der „Gleichschaltung und Ideologisierung“ verpflichtet und trug den programmatischen Titel: Die Religion und der Glaube der germanischen Völker und ihrer religiösen Führer.
Als Mitglied der Philosophischen Fakultät gehörte er 1948 dem Akademischen Senat der Universität Würzburg an. Dort war er mit Josef Martin Vorstand des Seminars für Klassische Philologie, wo Joseph-Hans Kühn 1948 als Assistent tätig war. Pfister wurde 1951 emeritiert.
Pfister schrieb auch über 50 Artikel für Paulys Realencyclopädie der classischen Altertumswissenschaft.
Pfister heiratete 1919 in Lübeck Irmgard Suadicani (1898–2003), eine Tochter des Geheimen Baurats Carl Hartwig Suadicani und Schwester von Erna Suadicani.

## Schriften (Auswahl)
- Reliquienkult im Altertum. 1909–1912
- Kleine Texte zum Alexanderroman: Commonitorium Palladii, Briefwechsel zwischen Alexander und Dindimus, Brief Alexanders über die Wunder Indiens nach der Bamberger Handschrift. Sammlung vulgärlateinischer Texte Heft 4. Winter, Heidelberg 1910. 41 S.
- Der Alexanderroman des Archipresbyters Leo. Sammlung Mittellateinischer Texte 6. Winter, Heidelberg 1913. 141 S.
- Die Anfänge der Volkskunde im alten Griechenland. In: Ernst Bargheer, Herbert Freudenthal (Hg.): Volkskunde-Arbeit. Zielsetzung und Gehalte, Berlin: de Gruyter 1934, S. 37–48.
- Deutsches Volkstum. In Glauben und Aberglauben'. 1936
- Handwörterbuch des deutschen Aberglaubens. Bd. 7 (1936), Art. „Religion“
- Sprache und Schrifttum der Griechen. 1944
- Götter- und Heldensagen der Griechen. Universitätsverlag Winter
- Religion und Wissenschaft. Ihr Verhältnis von den Anfängen bis zur Gegenwart. Sammlung Dalp Bd. 104. 1972 (postum)
- Kleine Schriften zum Alexanderroman. Beiträge zur klassischen Philologie Heft 61. Anton Hain, Meisenheim 1976, ISBN 3-445-01296-2 (postum)
- Der Alexanderroman mit einer Auswahl aus den verwandten Texten. Beiträge zur klassischen Philologie Bd. 92. Anton Hain, Meisenheim am Glan 1978, ISBN 3-445-01568-6 (postum)